# 北京交通大学出版社
北京交通大学出版社是中华人民共和国的一家出版社，成立于2001年，原名北方交通大学出版社，社址位于北京市，由中华人民共和国教育部主管、北京交通大学主办。